# Cophixalus ateles
Espèce
Synonymes
- Sphenophryne ateles Boulenger, 1898
- Cophixalus sisyphus Kraus & Allison, 2006

Statut de conservation UICN

 DD  : Données insuffisantes
Cophixalus ateles est une espèce d'amphibiens de la famille des Microhylidae.

## Répartition
Cette espèce est endémique du mont Obree dans la province centrale en Papouasie-Nouvelle-Guinée. Elle se rencontre entre 600 et 1 800 m d'altitude.

## Description
Cophixalus ateles mesure environ 15 mm. Son dos est brun ou gris et présente parfois une ligne longitudinale. Son ventre est brun ou noirâtre.

## Publications originales
- Boulenger, 1898 : An Account of the Reptiles and Batrachians collected by Dr. L. Loria in British New Guinea. Annali del Museo Civico di Storia Naturale di Genova, sér. 2, vol. 18, no 38, p. 694-710 (texte intégral).
- Kraus & Allison, 2006 : Three new species of Cophixalus (Anura: Microhylidae) from southeastern New Guinea. Herpetologica, vol. 62, no 2, p. 202-220 (texte intégral).